# Кубла товстодзьоба
Кубла товстодзьоба (Dryoscopus sabini) — вид горобцеподібних птахів родини гладіаторових (Malaconotidae). Мешкає в Західній та Центральній Африці.

## Підвиди
Виділяють два підвиди:
- D. s. sabini (Gray, JE, 1831) — поширений від Сьєрра-Леоне до південної Нігерії;
- D. s. melanoleucus (Verreaux, J & Verreaux, É, 1851) — поширений від Камеруну до ДР Конго і Анголи.

## Поширення і екологія
Сірі кублі поширені в Анголі, Беніні, Камеруні, Республіці Конго, Демократичній Республіці Конго, Центральноафриканській Республіці, Екваторіальній Гвінеї, Габоні, Кот д'Івуарі, Гані, Гвінеї, Ліберії, Нігерії, Сьєрра-Леоне і Того. Вони живуть в тропічних і субтропічних вологих рівнинних лісах, чагарникових заростях і болотах.